# اساسینز کرید ۲
اساسینز کرید ۲، کیش یک آدم‌کش ۲، فرقه اساسین ۲ (به انگلیسی: Assassin's Creed II) یک بازی ویدئویی در سبک اکشن-ماجراجویی و مخفی‌کاری و دومین قسمت از مجموعه بازی‌های اساسینز کرید است که توسط استودیوی یوبی‌سافت مونترآل ساخته شده، و به‌وسیلهٔ یوبی‌سافت منتشر شد. این بازی داستانی غیرخطی دارد و در نوامبر ۲۰۰۹ برای کنسول‌های پلی‌استیشن ۳ و ایکس‌باکس ۳۶۰؛ و در سال ۲۰۱۰ برای سیستم عامل‌های مایکروسافت ویندوز و مک‌اواس ساخته شده است. ادامه‌ای بر این بازی با عنوان اساسینز کرید: برادری در سال ۲۰۱۰ منتشر شد. همچنین این بازی رتبه اول بهترین بازی مجموعه بازی اساسین کرید از لحاظ نمره متاکریتیک می‌باشد.

## روند بازی
روند بازی یکی از مسائلی بود که در نسخه اول بازی در ابتدا بسیار جذاب به نظر می‌رسید و بعد از مدتی به شدت یکنواخت می‌شد. اما این مسئله در این نسخه خیلی کمتر به چشم می‌خورد. روند بازی شامل فعالیت‌ها و کارهای مختلفی می‌شود که بازیکن به هیچ وجه احساس خستگی نمی‌کند. بازیکن همانند گذشته می‌تواند از ساختمان‌های بلند بالا برود و به یکباره از آن‌ها به پایین بپرد. سیستم مبارزه‌ها در بازی هم بسیار بهتر شده است. بازیکن همانند گذشته می‌تواند در هنگام حمله دشمنان، ضربات را دفاع کند و با حرکات بسیار جالب و هیجان‌آوری آن‌ها را از بین ببرد. یکی از امکاناتی که در این شماره به روند بازی اضافه شده است، قابلیت شنا کردن است. بازیکن قادر است در هنگام فرار از دست دشمنان به داخل رودخانه‌ها بپرد و از دید دشمنان پنهان شود. یکی دیگر از مسائلی هم که باعث شده روند بازی تغییر کند، استفاده از اختراعات آقای لئوناردو داوینچی است. به وسیله دستگاه پرواز او توانایی پرواز بر فراز شهر ونیز وجود دارد. همچنین بازیکن می‌تواند از تیغه‌های پنهانی که داوینچی طراحی کرده است هم بهترین استفاده را ببرد. ضمناً بازیباز در جاهایی که سربازان زیادند و هدف در حال فرار است از بمب دودی استفاده کند؛ بدین ترتیب می‌توان از شر سربازها خلاص شد.

## داستان
یکی از عواملی که باعث موفقیت نسخه قبلی و به احتمال زیاد این نسخه می‌شود، داستان بازی است. داستان بازی را یکی از بهترین نویسندگان بازی یعنی آقای کوری می نوشته است. از آثار این نویسنده می‌توان به سه نسخه اصلی مجموعه اساسینز کرید، شاهزاده ایران: دو سریر، شاهزاده ایران: در قلمرو جنگجویان و بتمن: ریشه‌های آرکهام اشاره کرد. داستان اساسینز کرید ۲ از جایی آغاز می‌شود که دزموند مایلز که به وسیله دستگاه «Animus» توانسته بود به دوران جنگ‌های صلیبی سفر کند و نکات ناگفته آن زمان را کشف کند به همراه دختر جوانی به نام لوسی استیل‌من که دستیار دکتر ویدیک بود، فرار کند. پس از اینکه آن‌ها موفق می‌شوند از دست مأموران امنیتی فرار کنند به محل جدیدی می‌روند که دستگاه «Animus 2» در آن قرار دارد. آن‌ها باز هم سعی دارند که به وسیله این دستگاه به گذشته بروند و در نقش یکی دیگر از اجداد دزموند که اتزیو آئودیتوره دا فرینتزه نام دارد به بخش نامعلوم دیگری از تاریخ دست پیدا کنند. آن‌ها در قرن پانزدهم به فلورانس می‌روند. در آن روز اتزیو تازه به دنیا آمده است. بعد از آن بازی به زمانی سفر می‌کند که دیگر اتزیو به مرد جوانی تبدیل شده است. خانواده اتزیو یکی از خانواده‌های مهم آن زمان فلورانس هستند که یک راز بزرگ را در خود دارند. پدر اتزیو که جیووانی نام دارد عضو یکی از گروه‌های حشاشین آن زمان است. اما اتفاقی باعث می‌شود که هویت پدر او فاش شود. هنگامی که مشخص می‌شود که جیووانی یکی از حشاشیون‌های معروف بوده است، دشمنان او و دو پسر دیگرش را به اعدام محکوم می‌کنند.
روز اعدام آن‌ها فرا می‌رسد و اتزیو در حالی شاهد اعدام عزیزانش است که کاری از دستش بر نمی‌آید. پس از اعدام، اتزیو قسم می‌خورد که انتقام خون پدر و برادرانش را از عاملان این اتفاق بگیرد. به همین دلیل اتزیو نیز راه پدرش را در پیش می‌گیرد و به گروه حشاشیون می‌پیوندد و پس از فرار از فلورانس با خواهر و مادرش به ویلای عموی خود یعنی ماریو آئودیتوره در مونتریجونی می‌روند. او سپس شروع به انتقام‌گیری از دشمنان مردم و پدرش در ونیز، فلورانس و دیگر شهرهای ایتالیا می‌کند. در آخر متوجه می‌شود که سر دستهٔ عوامل قتل پدرش مردی است به نام رودریگو بورجیا که در واتیکان به سر می‌برد. اتزیو به آنجا رفته و به کمک سیب عدن که به دست او افتاده با رودریگو درگیر می‌شود سپس او را شکست داده اما نمی‌کشد. سرآخر در آنجا روحی را مشاهده می‌کند که از الهه‌های روم باستان است. او خود را مینروا معرفی کرده و در صحبت‌های خود هشداری دربارهٔ زمین و اتفاقاتی که قرار است برای آن بیفتد می‌دهد. مینروا در صحبت‌های خود به وضوح به دزموند مایلز اشاره می‌کند و نام او را می‌آورد، سپس دزموند به علت لو رفتن جای خود و دوستانش از آنیموس خارج شده و همگی فرار می‌کند و…
لازم است ذکر شود که در اول بازی لباس لوسی خونی است که می‌شود گفت نشانه درگیری او با مأموران امنیتی آبسترگو بوده است. همچنین دزموند در آخر قابلیت‌های اجداد خود را به دست می‌آورد.

## صداگذاری
یکی از حسن‌های این بازی موسیقی فوق‌العاده به همراه صداگذاری خوب است. موسیقی بازی کاملاً از موسیقی آن زمان ایتالیا برگرفته شده است. البته ذکر این مسئله الزامی است که کار آهنگسازی این بازی را جسپر کید بر عهده داشته است، که موسیقی بازی‌هایی همچون هیتمن، و تام کلنسی اسپلینتر سل: نظریه آشوب را ساخته است. صداگذاری بازی هم بسیار خوب است و دلیل این هم استفاده صدای اشخاص مطرح در این زمینه است. استفاده از صدای راجر اسمیت برای شخصیت اتزیو استفاده شده است. کار صداگذاری شخصیت دزموند مایلز نیز نولان نورث برعهده داشت.